# Jalil Mammadkulizade
 (novembre 2018).
Si vous disposez d'ouvrages ou d'articles de référence ou si vous connaissez des sites web de qualité traitant du thème abordé ici, merci de compléter l'article en donnant les références utiles à sa vérifiabilité et en les liant à la section « Notes et références ».
Jalil Husseinkuli oglu Mammadkulizade (azéri : جلیل محمدقولوزاده, Cəlil Hüseynqulu oğlu Məmmədquluzadə), né le 22 février 1866 à Nakhitchevan, et mort le 4 janvier 1932 à Bakou, est un journaliste azerbaïdjanais, éducateur et satiriste, représentant du réalisme critique dans la littérature azerbaïdjanaise.

## Biographie
Jalil Mammadguluzade est né le 22 février 1866 à Nakhitchevan. Son grand-père, Hussein Kuli, maçon, a quitté l'Azerbaïdjan iranien pour s'installer dans cette ville avec sa famille. Jalil reçoit sa formation initiale en école religieuse coranique ou médersa, auprès des mollahs réputés de la ville qui enseignaient aux enfants l'arabe et le persan, avec comme matériel des écrits théologiques de la charia ou poétiques du Golistan de Saadi.
Il est admis au séminaire des professeurs de Gori en 1882. Dans ce séminaire, et son département dit tatare, dirigé pendant des années par une personnalité publique remarquable, un enseignant cultivé auteur de plusieurs manuels, Alexeï Osipovitch Tcherniaïevsky (ru), ont été formées plus d'une dizaine de personnalités de la culture azerbaïdjanaise : Nariman Narimanov, Firudinbek Kocharlinsky, Suleiman Akhundov, Uzeir Hajibeyov, Muslim Magomayev (aîné), Farkhad Agayev, Rashidbek Efendiyev, Gadzhi-Kerim Saniev et d'autres.
Jalil Mammadguluzade obtient son diplôme du séminaire pour enseignants transcaucasiens en 1887. Au cours des dix années suivantes, il enseigne dans des écoles de Bash-Norashen, Ulukhanly, Negram et d'autres établissements de la province d'Erivan. Il est partisan de l'uniformisation de la langue azerbaïdjanaise littéraire, et critique de ses contemporains qui, à son avis, ont surchargé la langue azerbaïdjanaise avec des emprunts inutiles aux langues russe, persane et turque, induisant le lecteur en erreur (Le Livre de ma mère, 1920). Par la suite, il se fait l'un des activistes du processus de romanisation de l'alphabet azéri.
En 1898, Mammadguluzade s'installe à Erivan, en 1903 à Tiflis, où il commence à travailler à la rédaction du journal local édité en azerbaïdjanais Shargi-Rus. En 1906, il fonde le magazine satirique Molla Nasreddin (en hommage à Nasr Eddin Hodja), dont il demeure le rédacteur pendant vingt-cinq ans (avec des interruptions).
En 1921, Mamedguluzade vit à Tabriz, où Molla Nasreddin est imprimé temporairement. À la fin de la guerre civile, il s'installe à Bakou où il meurt en 1932 d'une hémorragie cérébrale. Au cours des dernières années de sa vie, il a écrit des mémoires que, cependant, il n'a pas eu le temps de terminer.

## Contribution littéraire
Mamedguluzade a écrit des œuvres de genres variés, dont des drames, des essais, des nouvelles et des feuilletons. Son premier ouvrage célèbre est « L'âne perdu » (le premier du recueil « Les événements dans le village de Danabash »), écrit en 1894 et publié en 1934. L'auteur y traite le sujet de l'inégalité sociale. Les œuvres suivantes (« La boîte aux lettres », « La constitution en Iran », « Kurban-Ali-Bey », « L'Agneau »), notamment les comédies célèbres « Les morts » et « Le rassemblement de fous » critiquent l'ignorance, la fierté et le fanatisme religieux.

## Activité dans le journalShargi Rus
À Erivan, Jalil Mamedguluzade épouse Nazly-khanum, la sœur de Mammadgulibek Kangarlynsky, une jeune veuve qui a un jeune fils de son premier mari. Nazly-khanum est gravement malade et en décembre 1903, Jalil Mamedguluzade et son beau-frère Mamedkulibek Kengerlinsky emmènent la patiente à Tiflis, où elle meurt bientôt. Jalil reste à Tiflis.
À cette époque, le seul journal azerbaïdjanais en Azerbaïdjan, « Shargi Rus » (« Est Russe »), est publié à Tiflis, où Jalil Mammadkuluzade obtient un emploi permanent. Il connaît bien l'éditeur du journal, un compatriote, le grand journaliste Mamedag Shakhtakhtinsky.

## Molla Nasreddin
En 1905, Mamedguluzade et ses camarades achètent une imprimerie à Tiflis et en 1906 commencent à publier le magazine satirique Molla Nasreddin.  Le magazine constitue la plus grande contribution de l'écrivain à la culture azerbaïdjanaise, visant à développer le réalisme critique dans les milieux azéris éduqués. Il décrit avec précision la situation des ménages et de l'économie dans le Caucase au début du XXe siècle, et ridiculise le retard et l'obscurantisme. Huit numéros du magazine sont publiés à Tabriz, jusqu'à son interdiction par la censure russe en 1917. Le style satirique de Mammadguluzade a par la suite influencé le développement de la satire en Iran.

## Postérité
Divers lieux et monuments ont été, en son hommage, renommés Mamedguluzade : 
- la ville de Cəlilabad (Jalilabad) (nommée Astrakhan-Bazar jusqu'en 1967),
- le village de Jalilkend (anciennement Bash-Norashen) dans la République autonome du Nakhitchevan,
- le Musée littéraire de la République autonome du Nakhitchevan,
- le théâtre de Nakhichevan,
- les rues de diverses villes d'Azerbaïdjan.
- des maisons-musées Mamedguluzade à Bakou[3] et à Tbilissi[4].
- Monument dans la ville de Nakhtchivan (sculpteur: Miralasgar Mirgasimov)